# Allograpta tenella
Allograpta tenella är en tvåvingeart som först beskrevs av Keiser 1971.  Allograpta tenella ingår i släktet Allograpta och familjen blomflugor.
Artens utbredningsområde är Madagaskar. Inga underarter finns listade i Catalogue of Life.